# Порт призначення (фільм)
«Порт призначення» (кит. трад.: 踏血尋梅; спрощ.: 踏血寻梅) — гонконзький кримінальний фільм-трилер, знятий Філіпом Юном за реальними подіями. Прем'єра стрічки відбулась 6 квітня 2015 року на Гонконзькому міжнародному кінофестивалі. Фільм розповідає про розслідування вбивства дівчини-іммігрантки з материкової частини Китаю, яке відбулось у 2009 році.
Фільм був висунутий Гонконгом на премію «Оскар» за найкращий фільм іноземною мовою.

## У ролях
| Актор       | Роль                        |
| ----------- | --------------------------- |
| Аарон Квок  | детектив Чонг               |
| Ілейн Цзінь | Мей                         |
| Патрік Там  | Смокі                       |
| Джессі Лі   | Вонг Кай Муй / Ван Цзямей   |
| Майкл Нін   | Тінг Чі Чунг                |
| Джекі Цай   | Мо Юн                       |
| Меггі Сіу   | старший поліцейський офіцер |
| Гаррієт Ен  | Флора                       |
| Вівіан Люн  | Чун                         |

## Визнання
| Нагороди та номінації фільму «Порт призначення» | Нагороди та номінації фільму «Порт призначення» | Нагороди та номінації фільму «Порт призначення» | Нагороди та номінації фільму «Порт призначення» | Нагороди та номінації фільму «Порт призначення» | Нагороди та номінації фільму «Порт призначення» |
| Рік                                             | Кінопремія / Кінофестиваль                      | Категорія / Нагорода                            | Номінант                                        | Результат                                       |                                                 |
| ----------------------------------------------- | ----------------------------------------------- | ----------------------------------------------- | ----------------------------------------------- | ----------------------------------------------- | ----------------------------------------------- |
| 2015                                            | Пучонський міжнародний кінофестиваль фантастики | Найкраще Пучону                                 | «Порт призначення»                              | Перемога                                        |                                                 |
| 2015                                            | Пучонський міжнародний кінофестиваль фантастики | Спеціальна згадка                               | «Порт призначення»                              | Перемога                                        |                                                 |
| 2015                                            | Пучонський міжнародний кінофестиваль фантастики | Найкраща акторка                                | Джессі Лі                                       | Перемога                                        |                                                 |
| 2016                                            | Кінопремія Гонконгу                             | Найкращий фільм                                 | «Порт призначення»                              | Номінація                                       |                                                 |
| 2016                                            | Кінопремія Гонконгу                             | Найкращий режисер                               | Філіп Юн                                        | Номінація                                       |                                                 |
| 2016                                            | Кінопремія Гонконгу                             | Найкращий сценарій                              | Філіп Юн                                        | Перемога                                        |                                                 |
| 2016                                            | Кінопремія Гонконгу                             | Найкращий актор                                 | Аарон Квок                                      | Перемога                                        |                                                 |
| 2016                                            | Кінопремія Гонконгу                             | Найкраща акторка                                | Джессі Лі                                       | Перемога                                        |                                                 |
| 2016                                            | Кінопремія Гонконгу                             | Найкращий актор другого плану                   | Майкл Нін                                       | Перемога                                        |                                                 |
| 2016                                            | Кінопремія Гонконгу                             | Найкраща акторка другого плану                  | Ілейн Цзінь                                     | Перемога                                        |                                                 |
| 2016                                            | Кінопремія Гонконгу                             | Найкращий новий актор                           | Майкл Нін                                       | Перемога                                        |                                                 |
| 2016                                            | Кінопремія Гонконгу                             | Найкраща нова акторка                           | Джессі Лі                                       | Номінація                                       |                                                 |
| 2016                                            | Кінопремія Гонконгу                             | Найкращий монтаж                                | Філіп Юн, Чу Ка Ят                              | Номінація                                       |                                                 |
| 2016                                            | Кінопремія Гонконгу                             | Найкращий композитор                            | Ке Дінь                                         | Номінація                                       |                                                 |
| 2016                                            | Кінопремія Гонконгу                             | Найкраща пісня                                  | «Darkness on the Sea»                           | Номінація                                       |                                                 |